# Adrià Aubert i Blanch
Adrià Aubert i Blanch (Barcelona, 1985), és director d'escena, dramaturg i violinista. Va ser violonista a la Jove Orquestra Nacional de Catalunya. És cofundador de la companyia Els Pirates Teatre i director artístic d'El Maldà, una de les sales alternatives de Barcelona.
Va néixer al barri de Gràcia de Barcelona. De ben petit va començar a estudiar música i a tocar el violí, fet que el va dur a conèixer més endavant els membres de la seva futura companyia de teatre. Actualment, combina l'activitat teatral amb la docència musical. Va debutar com a director professional amb Teatre de carrer i El darrer triangle de Joan Brossa, tot i que abans ja havia realitzat diversos espectacles amb Els Pirates Teatre.
Des d'aleshores, ha estat director de muntatges com Ronda naval sota la boira de Pere Calders (2016), Nit de reis de William Shakespeare (2014), Roba estesa (2014), Sing Song Swing (2012) o El darrer triangle de Joan Brossa (2010). La seva versió de Nit de Reis va ser presentada al Shakespeare Festival de Neuss (Alemanya): «El jove director català ha reunit un grup d'actors encara més joves, que ja des anys van causar sensació». La seva formació a l'Institut del Teatre es complementa amb diverses ajudanties de direcció amb Xavier Albertí, Joan Anton Gómez, Josep Lluís Guardiola, Esteve Polls i Pep Tosar. També ha realitzat obres com a dramaturg entre elles la trilogia Balneari Maldà, el cabaret Les golfes del Maldà o el mateix Sing Song Swing, entre d'altres.
A finals del 2013 va reobrir el Círcol Maldà, una petita sala de teatre emblemàtica de Barcelona, anteriorment gestionada per Pep Tosar. Els Pirates Teatre va incorporar-se a la companyia, fet que va fer que Tosar, antic gestor i participant antigament del Pirates Teatre amb Aubert, se sentis decebut amb aquesta nova col·laboració, ja que les coses entre Aubert i Tosar no varen acabar bé.
El 2021 està previst que dirigeix l'obra Boira a les orelles al teatre Maldà.